# Raúl Giménez
Raúl Giménez (* 14. September 1950 in der Provinz Santa Fe, Argentinien) ist ein argentinischer Opernsänger (Tenor), der besonders in Opern von Mozart und im italienischen Belcanto des 19. Jahrhunderts (Rossini, Bellini, Donizetti, Pacini) reüssierte. 

## Leben
Raúl Giménez wurde in der kleinen Stadt Carlos Pellegrini in Argentinien geboren. Er studierte am Konservatorium von Buenos Aires. Sein Debüt machte er 1980 am Teatro Colón als Ernesto in Don Pasquale von Donizetti.
Nach vier Jahren an südamerikanischen Bühnen hatte er sein europäisches Debüt 1984 beim irischen Wexford Festival in Cimarosas Le astuzie femminili. Weitere Engagements hatte er in Genf (in Rossinis Il turco in Italia), beim Rossini Festival in Pesaro (Il signor Bruschino), am Teatro La Fenice in Venedig (Armida von Rossini), und in Amsterdam (Il ritorno d’Ulisse in patria von Monteverdi).
Während der Spielzeit 1989/90 debütierte er an mehreren internationalen Bühnen: Am Royal Opera House Covent Garden in London sang er den Ernesto in Don Pasquale, desgleichen bei seinem US-amerikanischen Debüt an der Dallas Opera; an der Wiener Staatsoper trat er als Almaviva in Rossinis Il barbiere di Siviglia auf.
In der Folge hatte er Auftritte an der Mailänder Scala (in Rossinis Tancredi und La Cenerentola), an der Pariser Oper (Lucia di Lammermoor, Il barbiere di Siviglia, I Capuleti e i Montecchi), in München (Il barbiere di Siviglia, La Cenerentola, L’italiana in Algeri, Anna Bolena) an der New Yorker Metropolitan Opera (Il barbiere di Siviglia, La Cenerentola), beim Festival Rossini in Pesaro (Il signor Bruschino, L’occasione fa il ladro, Tancredi, La pietra del paragone, Adina), in Madrid (La Cenerentola, La sonnambula, La favorite, La pietra del paragone, Don Giovanni). Er sang außerdem u. a. an der Opéra Bastille in Paris, am Teatro Comunale in Florenz, an der Deutschen Oper Berlin, am Teatro Liceu von Barcelona, in Houston, Los Angeles, Toronto, Montreal, Rom, Neapel, Palermo, Verona, Genua, Hamburg, Frankfurt, Tokio, und bei den Festivals von Ravenna und Aix-en-Provence.
Raúl Giménez hat u. a. mit Dirigenten wie Claudio Abbado, Maurizio Benini, Bruno Campanella, Daniele Gatti, Jesús López Cobos, Evelino Pidò, Alberto Zedda und Gianluigi Gelmetti zusammengearbeitet.
Seine Karriere wurde begleitet von einer Reihe Aufnahmen bei verschiedenen Platten-Labels und unter diversen Dirigenten; er sang dabei neben Künstlerinnen wie Jennifer Larmore, Cecilia Bartoli, Cheryl Studer, Lucia Valentini Terrani, Jane Eaglen, Samuel Ramey, Margarita Zimmermann u. a.
Raúl Giménez wurde mit zahlreichen Preisen ausgezeichnet. Er gibt regelmäßig Meisterkurse, u. a. beim Taller del Teatro Real in Madrid (2008–2010), beim Taller de la Academia Santa Cecilia in Rom, in São Paulo (Brasilien), beim Festival Rossini in Wildbad (seit 2002), am Teatro Colón (Buenos Aires) sowie bei der Concertante Barcelona Academia Internacional de Música.
Mittlerweile singt Giménez ein neues, etwas weniger anspruchsvolles Repertoire, darunter Don Basilio in Le nozze di Figaro, Dr. Caius in Verdis Falstaff, und den Abbé in Adriana Lecouvreur von Cilea.

## Diskografie (Auswahl)

### Opern-Gesamtaufnahmen
- Rossini: L’italiana in Algeri, mit Jennifer Larmore, John Del Carlo u. a., Orchestre de Chambre de Lausanne, Jesus López-Cobos, Teldec
- Rossini: Il barbiere di Siviglia, mit Jennifer Larmore, Håkan Hagegård, Alessandro Corbelli, Samuel Ramey, Orchestre de Chambre de Lausanne, Jesús López-Cobos, Teldec
- Rossini: La Cenerentola, mit Jennifer Larmore, Gino Quilico, Alessandro Corbelli, Alastair Miles, Laura Polverelli, Orchestra of the Royal Opera House Covent Garden, Carlo Rizzi, Teldec
- Rossini: L’inganno felice, Erato
- Rossini: La pietra del paragone, ROF
- Rossini: Il turco in Italia, Philips
- Rossini: Il viaggio a Reims, mit Samuel Ramey, William Matteuzzi, Luciana Serra, Sylvia McNair, Lucia Valentini Terrani, Ruggero Raimondi u. a., Berliner Philharmoniker, Claudio Abbado, Sony
- Rossini: Tancredi, mit Daniela Barcellona u. a., Teatro del Maggio Musicale Fiorentino, Riccardo Frizza (2005), TDK
- Salieri: Les Danaïdes, EMI
- Mayr: Medea in Corinto, mit Jane Eaglen, Yvonne Kenny, Bruce Ford, Alastair Miles u. a., Philharmonia Orchestra, David Parry, Opera Rara
- Pacini: L’ultimo giorno di Pompei, mit Iano Tamar, Nicolas Rivenq u. a., Orchestra del Teatro M. Bellini Catania, Giuliano Carella, Dynamic
- Bellini: La sonnambula, mit Ľuba Orgonášová u. a., The Netherlands Radio Choir and Chamber Orchestra, Alberto Zedda. Naxos

### Anderes
- Rossini: Stabat Mater, mit Luba Orgonasova, Cecilia Bartoli, Roberto Scandiuzzi, Wiener Philharmoniker, Konzertvereinigung Wiener Staatsopernchor, Myung-whun Chung, Deutsche Grammophon
- Rossini: Messa di Gloria, Philips
- Rossini: Petite Messe solennelle, Philips
- Rossini: Operatic Arias, mit den Scottish Philharmonic Singers, und dem Scottish Chamber Orchestra, Michelangelo Veltri, Nimbus records
- Mozart: Arias, Orchestra of the Royal Opera House Covent Garden, Barry Wordsworth, Nimbus records
- Argentinian Songs (Carlos Guastavino, Jurasky, Buchardo, Ginastera), mit Nina Walker (Piano), Nimbus records